# Strontian
Strontian (Schots-Gaelisch: Sròn an t-Sìthein, hetgeen staat voor de neus van de fee) is een dorp op de noordelijke oever van Loch Sunart in de Schotse lieutenancy Inverness in het raadsgebied Highland.
Het scheikundig element strontium is genoemd naar deze plaats, doordat in een loodmijn ten noorden van dit plaatsje voor het eerst het strontiumhoudende mineraal strontianiet werd ontdekt. 